# 麊泠縣
麊泠縣（越南语：／），又作“麋泠縣”，是越南河內市下辖的一个县。

## 地理
麊泠县东接东英县，东北接朔山县，北接永福省福安市和平川县，西接永福省安乐县，南接丹凤县。

## 历史
汉朝灭亡南越国后，在交阯郡下设立麊泠县。公元40年，麊泠的徵氏姐妹起兵反汉，并以麊泠为都。后来这场起义被马援平定。
阮朝时，麊泠县区域主要隶属山西省永祥府安朗县管辖。
成泰十一年（1899年），安朗县划归永安省管辖。
成泰十三年（1901年），安朗县再划归扶鲁省管辖。
成泰十六年（1904年），扶鲁省取多福府和安朗县各一字，更名为福安省。法属后期，安朗县升格为安朗府。
1948年3月25日，北越政府改府为县，安朗府更名为安朗县。
1950年2月12日，永安省和福安省合并为永福省，安朗县随之划归永福省管辖。
1961年4月20日，安朗县金钟社划归河内市管辖。
1968年1月26日，永福省和富寿省合并为永富省。安朗县随之划归永富省管辖。
1976年6月26日，福安市社降格为福安市镇，划归安朗县管辖。
1977年7月5日，平川县、安朗县2县、安乐县文进社、月德社、明新社、平定社4社、金英县光明社、金华社2社合并为麊泠县。
1978年12月29日，朱幡社、大盛社、联幕社、麊泠社、三铜社、石柁社、青林社、前洲社、前锋社、进胜社、进盛社、自立社、庄越社、黄金社、文溪社、万安社、光明社、金华社和福安市镇1市镇18社划归河内市管辖，仍设立为麊泠县。明光社、嘉庆社、中美社、善继社、山雷社、三合社、霸宪社、三粳社、橘榴社、清朗社、新丰社、富春社、道德社、香山社、月德社、文进社、平定社、宁新社和三岛农场市镇1市镇18社仍归永富省管辖。
1979年2月17日，朔山县南炎社、玉清社、富胜社、高明社和春和市镇1市镇4社划归麊泠县管辖；麊泠县下辖朱幡社、大盛社、联幕社、麊泠社、三铜社、石柁社、青林社、前洲社、前锋社、进胜社、进盛社、自立社、庄越社、黄金社、文溪社、万安社、光明社、金华社、南炎社、玉清社、富胜社、高明社、福安市镇和春和市镇2市镇22社。
1979年2月26日，麊泠县仍保留在永富省境内的明光社、嘉庆社、中美社、善继社、山雷社、三合社、霸宪社、三粳社、橘榴社、清朗社、新丰社、富春社、道德社、香山社和三岛农场市镇1市镇14社划归三岛县管辖；月德社、文进社、平定社、明新社4社划归永乐县管辖。
1991年8月12日，麊泠县划归永富省管辖。
1996年11月6日，永富省重新分设为永福省和富寿省；麊泠县划归永福省管辖。
2003年12月9日，麊泠县以福安市镇、春和市镇、福胜社、前洲社、南炎社、高明社、玉清社2市镇5社析置福安市社；麊泠县仍辖光明社、石柁社、进胜社、自立社、青林社、三铜社、联幕社、万安社、大盛社、朱幡社、进盛社、麊泠社、文溪社、黄金社、前锋社、庄越社、金华社17社。
2008年4月4日，光明社分设为光明市镇和支东市镇。
2008年5月29日，麊泠县划归河内市管辖。
2024年11月14日，越南国会常务委员会通过决议，自2025年1月1日起，万安社并入联幕社。

## 行政區劃
麊泠縣下轄2市鎮15社，县莅大盛社。
- 支東市鎮（Thị trấn Chi Đông）
- 光明市鎮（Thị trấn Quang Minh）
- 朱幡社（Xã Chu Phan）
- 大盛社（Xã Đại Thịnh）
- 黃金社（Xã Hoàng Kim）
- 金華社（Xã Kim Hoa）
- 联幕社（Xã Liên Mạc）
- 麊泠社（Xã Mê Linh）
- 三銅社（Xã Tam Đồng）
- 石柁社（Xã Thạch Đà）
- 青林社（Xã Thanh Lâm）
- 前锋社（Xã Tiền Phong）
- 進勝社（Xã Tiến Thắng）
- 進盛社（Xã Tiến Thịnh）
- 莊越社（Xã Tráng Việt）
- 自立社（Xã Tự Lập）
- 文溪社（Xã Văn Khê）

## 交通
- 越南鐵路
  - 河老線：石磊站